# Lady Be Good (1941)
Lady Be Good ist ein Musicalfilm aus dem Jahr 1941. Die Regie oblag Norman Z. McLeod, in den Hauptrollen agieren Eleanor Powell, Ann Sothern, Robert Young und Lionel Barrymore.
Der Film bezog seinen Namen aus dem gleichnamigen Musical von George Gershwin, woraus auch der Titelsong Oh, Lady Be Good stammt. Bis auf den Titel und den Titelsong hat der Film mit dem Musical jedoch wenig gemeinsam.

## Handlung
Der junge Komponist Eddie Crane schreibt zusammen mit seiner Frau Dixie Donegan erfolgreiche Lieder. In ihrer Ehe dagegen läuft es nicht so, wie erwartet. Dixie lässt sich daraufhin scheiden. Nicht nur sie merkt alsbald, dass sie nicht ohne Eddie kann, ihm ergeht es genauso. So heiraten sie erneut und schreiben weitere erfolgreiche Songs. Als Eddie allerdings nach Südafrika geht, angeblich um Inspirationen für eine Symphonie zu sammeln, will Dixie sich abermals scheiden lassen. Dieses Mal rät ihr ihr Anwalt jedoch dringend davon ab, erneut eine Scheidung in die Wege zu leiten. Nach Eddies Rückkehr wird beiden klar, dass sie sich trotz aller Widersprüchlichkeiten immer noch lieben.

## Filmkritik
„Die völlig neue Handlung erweist sich als überaus nebensächlich, interessant sind die musikalischen Einlagen. Unbestrittener Höhepunkt ist das von Eleanor Powell getanzte ‚Fascinating Rhythm‘, für dessen Inszenierung Busby Berkeley zuständig war. Der Song ‚The Last Time I Saw Paris‘ wurde mit dem Oscar ausgezeichnet, was für eine Kontroverse sorgte, da er nicht direkt für den Film komponiert wurde und zuvor schon veröffentlicht worden war.“

## Auszeichnung
Jerome David Kern und Oscar Hammerstein II wurden auf der Oscarverleihung 1942 für das im Film von Ann Sothern gesungene Lied The Last Time I Saw Paris mit einem Oscar ausgezeichnet.